# Puchar Zambii w piłce nożnej
Puchar Zambii w piłce nożnej (Mosi Cup) - cykliczne rozgrywki piłkarskie, organizowane corocznie przez Zambijską Federację Piłki Nożnej, rozgrywane systemem pucharowym.
W latach 1962–65 zwycięzcy Northern Rhodesia Castle Cup (Rodezja Północna, obecnie Zambia) grali przeciwko zwycięzcom Southern Rhodesia Castle Cup (Rodezja Południowa, obecnie Zimbabwe) w rozgrywkach Super Castle Cup.

## Zwycięzcy rozgrywek

### Northern Rhodesia Castle Cup
- 1961 : City of Lusaka
- 1962 : Roan United
- 1963 : Mufulira Blackpool
- 1964 : City of Lusaka
- 1965 : Mufulira Wanderers
- 1966 : Mufulira Wanderers
- 1967 : Kabwe Warriors
- 1968 : Mufulira Wanderers
- 1969 : Kabwe Warriors
- 1970 : Ndola United
- 1971 : Mufulira Wanderers
- 1972 : Kabwe Warriors
- 1973 : Mufulira Wanderers
- 1974 : Mufulira Wanderers

### Independence Cup
- 1975 : Mufulira Wanderers
- 1976 : Mufulira Wanderers
- 1977 : Roan United (Luanshya)
- 1978 : Nchanga Rovers (Chingola)
- 1979 : Power Dynamos Kitwe (Kitwe)
- 1980 : Power Dynamos Kitwe (Kitwe)
- 1981 : Vitafoam United (Ndola)
- 1982 : Power Dynamos Kitwe (Kitwe)
- 1983 : Konkola Blades (Chilabombwe)
- 1984 : Kabwe Warriors
- 1985 : Strike Rovers
- 1986 : Nkana Red Devils (Kitwe)
- 1987 : Kabwe Warriors
- 1988 : Mufulira Wanderers
- 1989 : Nkana Red Devils (Kitwe)
- 1990 : Power Dynamos Kitwe (Kitwe)
- 1991 : Nkana Red Devils (Kitwe)
- 1992 : Nkana FC (Kitwe)

### Mosi Cup
- 1993 : Nkana FC (Kitwe)
- 1994 : Roan United (Luanshya)
- 1995 : Mufulira Wanderers
- 1996 : Roan United (Luanshya)
- 1997 : Power Dynamos Kitwe (Kitwe)
- 1998 : Konkola Blades (Chilabombwe)
- 1999 : Zamsure
- 2000 : Nkana FC (Kitwe)
- 2001 : Power Dynamos Kitwe (Kitwe)
- 2002 : Zanaco FC (Lusaka)
- 2003 : Power Dynamos Kitwe (Kitwe)
- 2004 : Lusaka Celtic
- 2005 : Green Buffaloes (Lusaka) 2-1 Red Arrows (Lusaka)
- 2006 : ZESCO United (Ndola)
- 2007 : Red Arrows F.C. (Lusaka)